# بير بلوف (ويسكونسن)
بير بلوف (بالإنجليزية: Bear Bluff, Wisconsin)‏ هي بلدة تقع بولاية ويسكونسن في الولايات المتحدة. تبلغ مساحتها 145.2 (كم²)، وترتفع عن سطح البحر 299 م، بلغ عدد سكانها 128 نسمة في عام 2000 حسب إحصاء مكتب تعداد الولايات المتحدة وتصل الكثافة السكانية فيها 0.9 نسمة/كم2.

## وصلات خارجية
- The US50 - Cities and Towns in Wisconsin State
- Wisconsin Cities and Towns, Facts, Map, Flag, Colleges, Government, and More